# Карел Владислав Зап
Зап Карел–Франтішек-Владіслав (8 січня 1812, м. Прага — 1 січня 1871, м. Бенешов) — чеський етнограф, історик, публіцист.

## Біографія
Народився в м. Прага (Чехія). 1836–45 був службовцем Галицької крайової бухгалтерії у Львові, згодом — викладачем історії та географії реального училища в Празі. Підтримував дружні стосунки з діячами «Руської трійці» І.Вагилевичем і Я.Головацьким, був посередником у їхніх зв'язках з О.Бодянським, І.Срезневським, П.Шафариком, Я.Колларом, К.Гавлічком-Боровським та ін., знайомив їх з літературними й науковими новинами, надсилав потрібні книги, сприяв публікації їхніх творів у чеських журналах. У своїх кореспонденціях зі Львова знайомив чеську громадськість з культурним життям Галичини, її національними проблемами. Автор книг: «Мандрівки і прогулянки по Галицькій землі» (1843– 44), «Спогади зі Львова» (1845) та ін. Переклав чеською мовою повість М.Гоголя «Тарас Бульба» (1838), твори П.Куліша, діячів «Руської трійці». Ініціював запрошення галицьких українців на Слов'янський з'їзд 1848 у Празі, брав активну участь у роботі його українсько-польської секції, сприяв досягненню компромісної угоди між українською та польською делегаціями.
Помер у м. Бенешов (Чехія).